# Кошмаки (Свердловская область)
Кошмаки — деревня в Гаринском городском округе Свердловской области России.

## Географическое положение
Деревня Кошмаки муниципального образования «Гаринский городской округ» расположена в 29 километрах (по автодороге в 33 километрах) к северо-северо-востоку от посёлка Гари, на правом берегу реки Тавда).

## Богоявленская церковь
В 1854 году была построена деревянная, однопрестольная церковь, которая была освящена в честь Богоявления Господня. Церковь была закрыта в 1930-е года, в настоящий момент полуразрушена.

## Население
| 2002 | 2010 |
| ---- | ---- |
| 1    | ↘0   |